# Schloss des Amerois

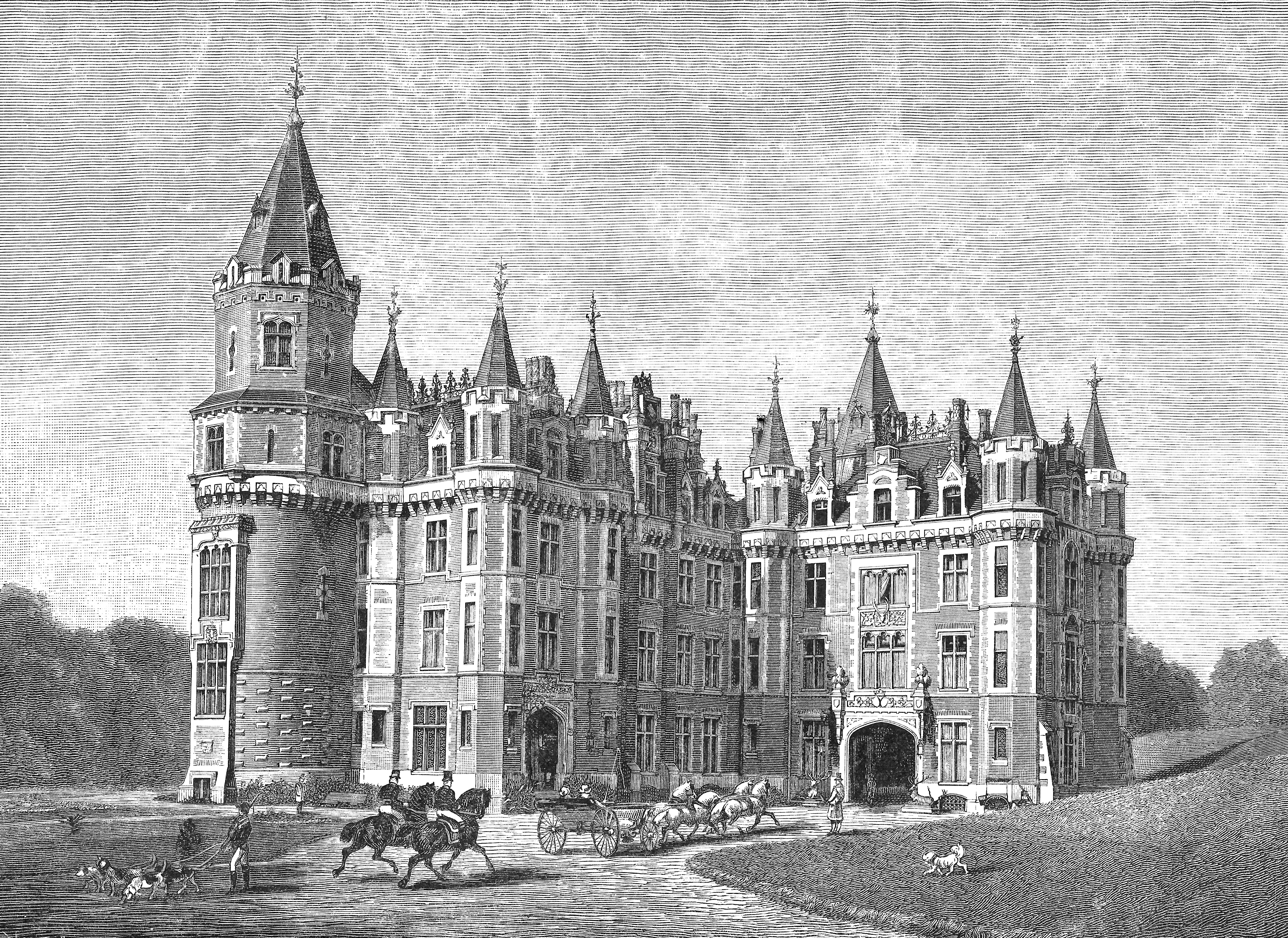
Abbildung des Château des Amerois

Das Schloss des Amerois (französisch: Château des Amerois) ist ein Schloss im neugotischen Stil aus dem 19. Jahrhundert in den Ardennen, südöstlich von Bouillon in Wallonien, Belgien. Das heutige Schloss wurde zwischen 1874 und 1877 für Philipp von Belgien, Graf von Flandern, erbaut und ersetzte ein ursprüngliches Gebäude, das durch einen Brand zerstört wurde.

## Geschichte
Ursprünglich wurde die Domäne 1849 vom französische Graf Colette-Charles-Gustave du Maisniel gekauft, der das Land für den Bau eines repräsentativen Herrenhauses erwarb. Im Jahr 1859 kaufte Theodore van der Noot, Markgraf von Asse, das Anwesen. Zehn Jahre später wurde das Anwesen an Prinz Philippe, Graf von Flandern, den Bruder von König Leopold II. verkauft.
Nachdem das erste Herrenhaus 1873 durch einen Brand zerstört worden war, beauftragte Prinz Philipp den Architekten Gustave Saintenoy mit dem Bau eines Ersatzgebäudes. Die Kapelle erhielt besondere Aufmerksamkeit und wurde von dem Maler Jules Helbig polychromiert. Der Park beherbergt Mammutbäume und eine 158 Meter lange Laube. Tausende von Pflanzen- und Blumenarten wurden in mehreren Gewächshäusern gezüchtet. Als leidenschaftlicher Jäger verbrachte Philipp mehrere Monate im Jahr auf dem Schloss. Seine Frau, Prinzessin Marie von Hohenzollern-Sigmaringen, fertigte hier Skizzen und Aquarelle an.
Als Prinz Philipp 1905 starb, erbten seine drei Kinder das Schloss und verkauften es für 7 Millionen belgische Franken an den Lütticher Holzhändler Robert Colette. Dieser ließ fast alle Bäume fällen und verkaufte das Anwesen drei Jahre später an Alice Solvay, die Nichte von Ernest Solvay, weiter. Das Anwesen ist heute noch im Besitz ihrer Nachkommen.
Während des Ersten Weltkriegs besetzte eine Patrouille deutscher Soldaten unter dem Kommando von Oberleutnant Wolf-Werner von Blumenthal das Schloss, das mit Ausnahme des Weinkellers ohne größere Schäden blieb.

## Galerie

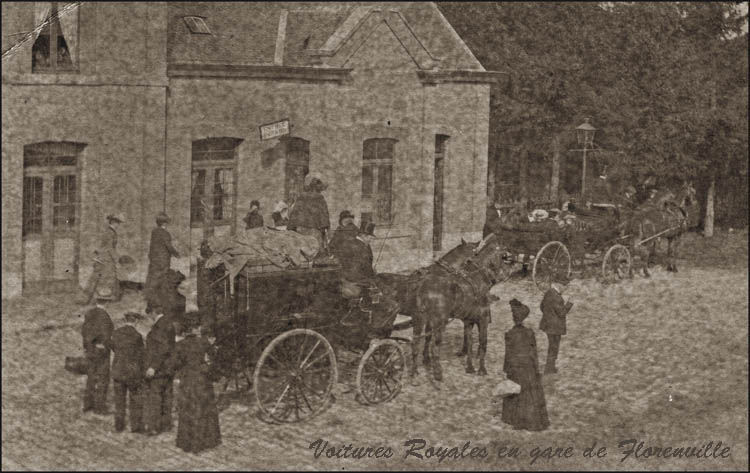
Die königlichen Kutschen vor dem Bahnhof von Florenville
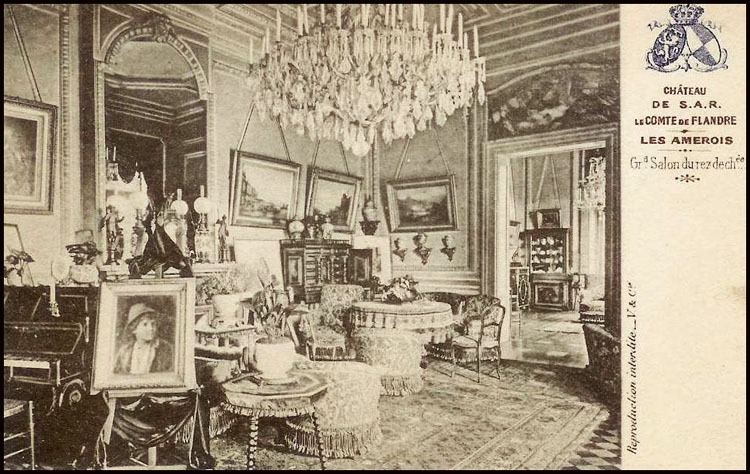
Das große Wohnzimmer im Erdgeschoss
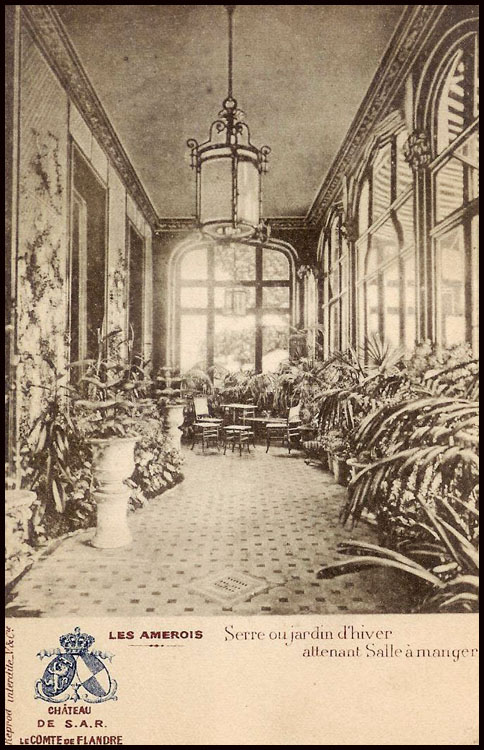
Der Wintergarten